# Crues dans la Marne en 1910
La crue dans la Marne de 1910 est une crue record qui toucha essentiellement la Marne (rivière) et l'Aisne (rivière).

## Causes
Dès le début de l'année 1910, de nombreuses inondations ont lieu partout en France : la crue de la Seine en Île-de-France, Chambéry, Troyes, Morez et nombre d'autres villes sont également touchées et les ports de Marseille et de Toulon sont sérieusement endommagés par une tempête historique.
En Champagne-Ardenne, les causes les plus probables de la crue de 1910 sont la forte pluviométrie ajoutée à la fonte massive des neiges. De hauts niveaux des rivières ont été constatés dès janvier 1910 mais l'épisode le plus important est en mars. Cette crue est la plus importante depuis 1868.

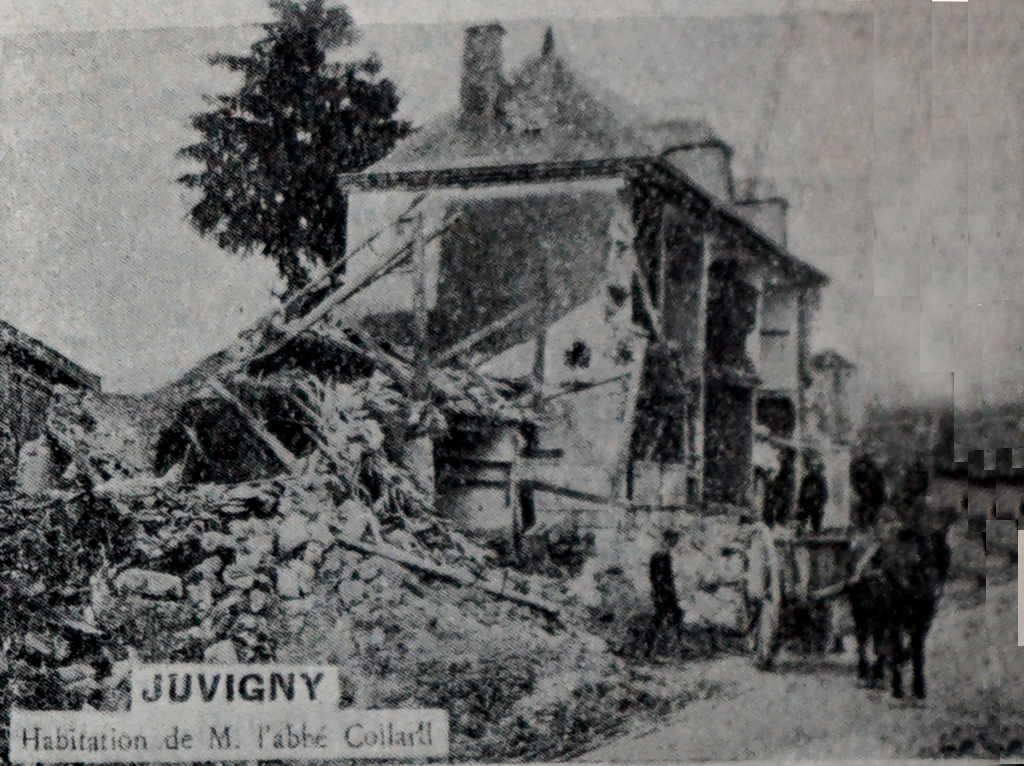
Dégâts à Juvigny,
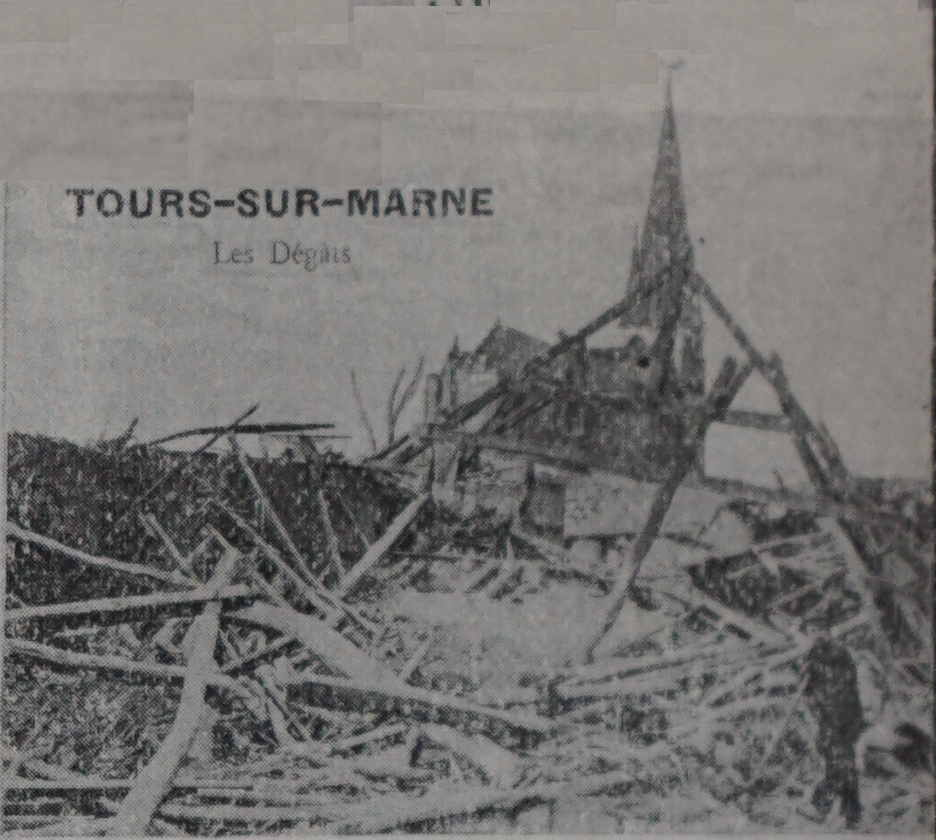
à Tours-sur-Marne,
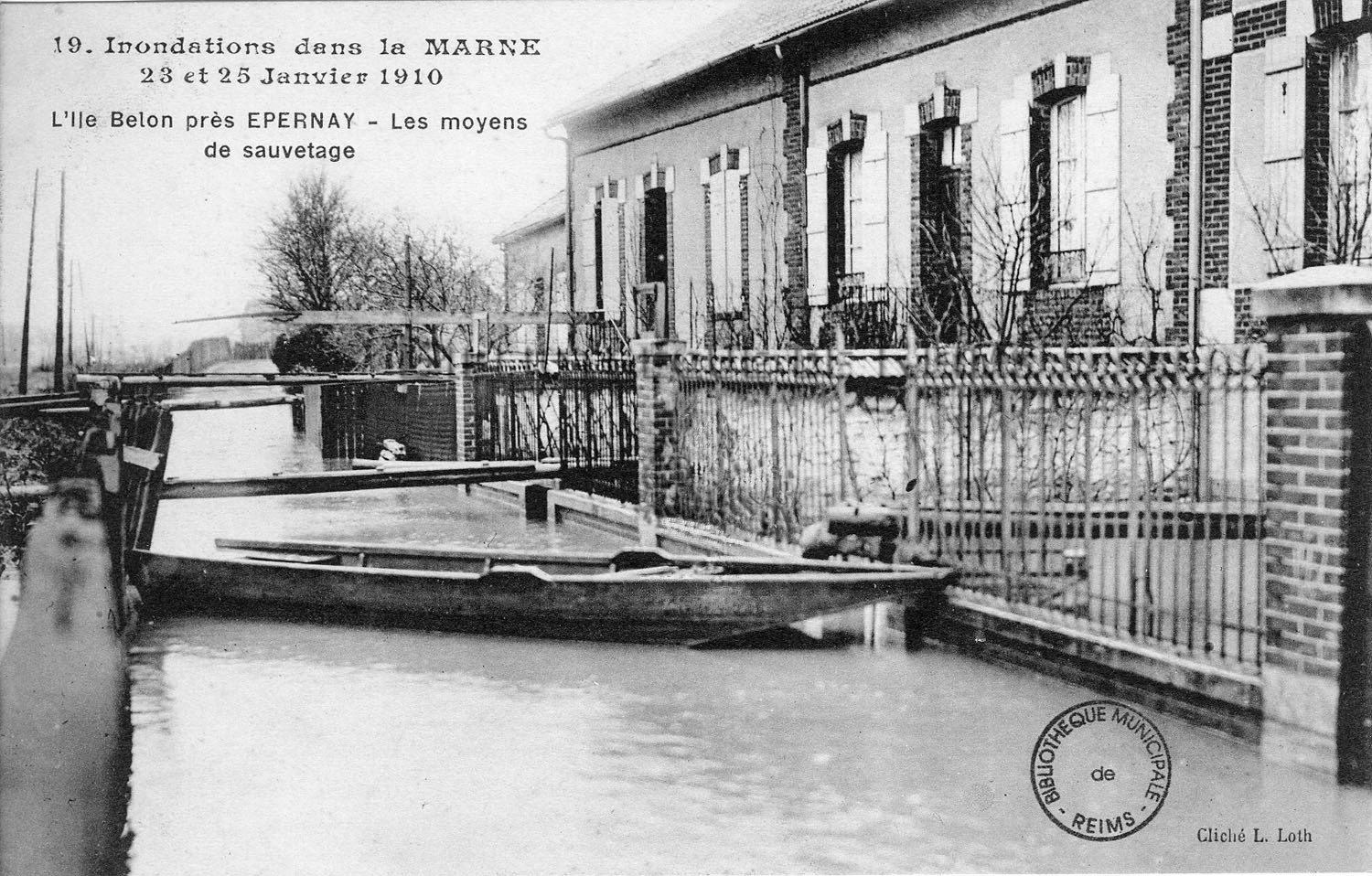
à Épernay, île Belon,
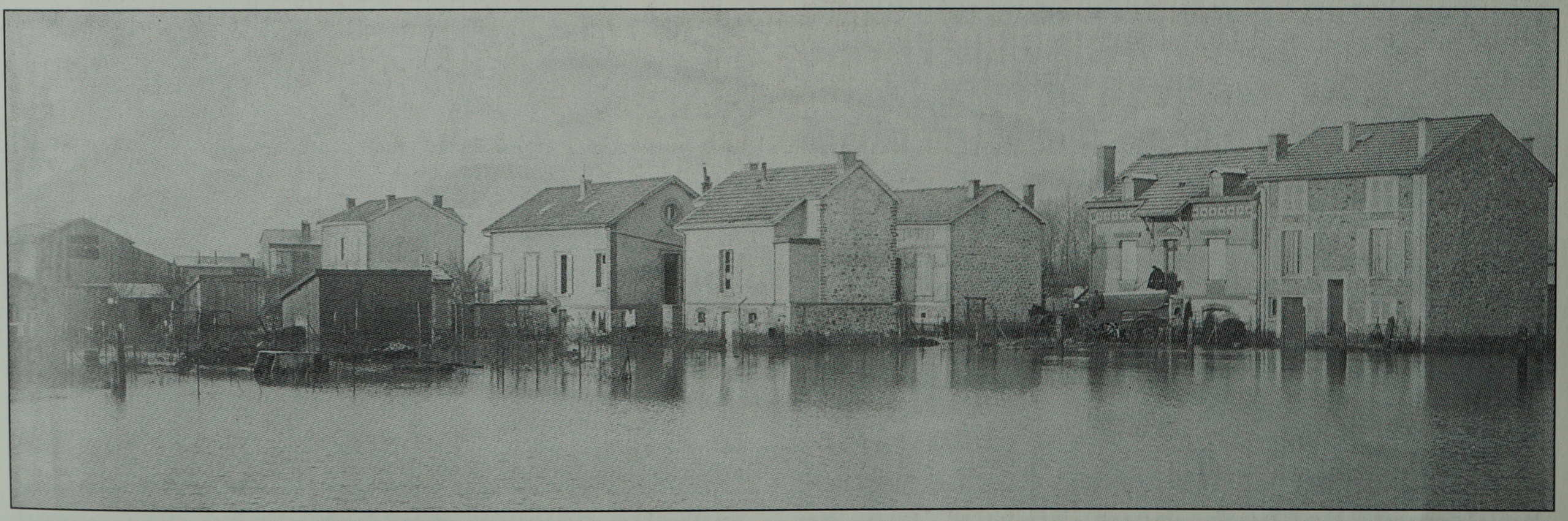
À Chalons la Marne inonde le quartier Madagascar.

Il est tombé 94 mm d'eau à Langres du 16 au 20 janvier et 203 pour le mois, à Reims 88,6 mm pour janvier. La cote à Chalons est de 5,36 m en janvier, la Marne a cru de 2,05 m en deux jours.

## Déroulement
La nuit du 1 au 2 janvier la Marne atteignait la cote de 3,22 m à Damery. Le 19 janvier, la circulation est coupée dans les rues de Sainte-Menehould où un escadron du 6e cuir prête main-forte aux sauveteurs. À Vouziers le port est inondé, de nombreuses entreprises doivent fermer, faits qui font penser aux inondations de 1882.
À Vitry le train sur la ligne Calais-Bâle ne peut passer car il y a 1 m d'eau sur la voie. À Fumay, les ardoisiers de l'entreprise Saint-Joseph ont eu droit à quinze jours d'arrêt de travail car la turbine était bloquée par la crue.

## Conséquences
Avec des cotes maximales de 8,5 m pour la Marne et de 5,1 m l'Aisne au faubourg Saint-Waast, les zones impactées sont le long de la Marne et de ces affluents comme la Vesle qui a inondé les villes de Reims et alentours ; mais aussi le bassin de l'Aisne ou la Meuse.
Il n'y a pas eu de décès directement induit par les inondations bien que le Courrier de la Champagne cite le décès de Mlle Camille Tandart, ourdisseuse à la Providence de Pontfaverger, qui a été emportée par le courant et s'est noyée à dix-neuf ans, ayant glissé sur la rive alors qu'elle lavait son linge. Mais d'importantes destructions de maisons, de pertes dans les entreprises, les routes et des impacts sur la vie quotidienne par les blocages de routes et trains.

### Reconstructions
En plus des aides votées par le Parlement, de nombreuses souscriptions eurent lieu dans les villes et villages de la Marne pour aider à indemniser les dégâts. Ouverture à Saint-Imoges le 26 février 100frs de la Municipalité, 38 lors de la quête à la messe, 35f en ville et 20f de la caisse de l'école. Celle de la presse rémoise : 100 279,5frs au moment de la 26e liste.